# اندیس رباط سفید
رباط سفید یک اندیس فلزی است که در حوالی شهر دولت‌آباد استان خراسان قرار دارد و مادهٔ معدنی موجود در آن، کرومیت است.